# Piramidele de la Slătioara
Piramidele de la Slătioara alcătuiesc o arie protejată de interes național ce corespunde categoriei a III-a IUCN (rezervație naturală de tip geologic), situată în județul Vâlcea, pe teritoriul administrativ al comunelor Slătioara și Stroești.

## Localizare
Aria naturală cunoscută și sub denumirea de Piramidele de pământ de la Slătioara, se află în Subcarpații Vâlcii o subdiviziune a Subcarpaților Getici, în versantul stâng al râului Cerna, în partea nordică a satului Gorunești.

## Descriere
Rezervația naturală întinsă pe o suprafață de 10, 50 hectare în Măgura Slătioarei, a fost declarată arie protejată prin Legea Nr.5 din 6 martie 2000 (privind aprobarea Planului de amenajare a teritoriului național - Secțiunea a III-a - zone protejate) și reprezintă un relief cu un ansamblu de abrupturi (piramide rezultate în urma eroziunii solului), forme  modelate de-a lungul timpului în rocă sedimentară (nisipuri, pietrișuri, argile), prin acțiunea aerului (ingheț, dezgheț, vânt) și a apei (spălare, șiroire).